# ویکتور زینگر
ویکتور زینگر (روسی: Ви́ктор Алекса́ндрович Зи́нгер؛ ۲۹ اکتبر ۱۹۴۱ – ۲۴ سپتامبر ۲۰۱۳) بازیکن هاکی روی یخ اهل اتحاد جماهیر شوروی سوسیالیستی بود.